# Cantó de Voiron
El cantó de Voiron  és un cantó francès del departament de la Isèra, situat al districte de Grenoble. Té 10 municipis i el cap és Voiron.

## Municipis
- La Buisse
- Chirens
- Coublevie
- Pommiers-la-Placette
- Saint-Aupre
- Saint-Étienne-de-Crossey
- Saint-Julien-de-Raz
- Saint-Nicolas-de-Macherin
- Voiron
- Voreppe

## Història
| Data d'elecció                           | Identitat             | Partit           | Qualitat |
| ---------------------------------------- | --------------------- | ---------------- | -------- |
| 1949-1967                                | Raymond Tézier        | SFIO             |          |
| 1967-1973                                | Alban Fagot           | UDR              |          |
| 1973-1985                                | Maurice Rival         | PS               |          |
| 1985-2002                                | Michel Hannoun        | RPR              |          |
| 2002-2004                                | Michel Brizard        | RPR, després UMP |          |
| 2004-                                    | Jean-François Gaujour | PS               |          |
| les dades anteriors no són pas conegudes |                       |                  |          |
|                                          |                       |                  |          |

| 1962   | 1968   | 1975   | 1982   | 1990   | 1999   | 2007   |
| ------ | ------ | ------ | ------ | ------ | ------ | ------ |
| 23.572 | 28.502 | 32.621 | 36.232 | 38.701 | 42.223 | 44.623 |